# Nogometni klub Bosna Visoko
Il Nogometni klub Bosna, conosciuto semplicemente come Bosna, è una squadra di calcio di Visoko, una città nella Federacija (Bosnia ed Erzegovina).

## Nome
La Bosna è il fiume che bagna Visoko.

## Storia
Viene fondato nel 1953 dalla fusione delle concittadine NK Jadran (nato nel 1923) e NK Radnički (1934). Negli anni della Jugoslavia milita soprattutto in terza divisione (Republička liga BiH o Zonska liga, a seconda del format dei campionati), ma in più occasioni è riuscito a disputare la seconda, la 2. Savezna liga, ma senza risultati di rilievo.
Dopo la dissoluzione della Jugoslavia milita nel campionato dei musulmani di Bosnia, la Prva liga NS BiH. Alla fine del millennio arriva il momento migliore della storia del club: terzo nel 1997, primo nel 1998 (anche se il titolo ufficiale va allo Željezničar, vincitore del play-off con le squadre della Erzeg-Bosnia) e secondo nel 1999. Nel 1999 vince la Coppa di Bosnia (1-0 sul Sarajevo allo stadio Koševo) e la Supercoppa (sempre sul Sarajevo, stavolta dopo i tiri di rigore). Nel 2000 viene sconfitto in coppa nella finale a tre da Željezničar e Sloboda Tuzla, ma fallisce in campionato: il 12º posto non gli permette l'accesso alla Premijer liga BiH unificata e lo costringe a retrocedere in Prva liga FBiH, la nuova seconda divisione della Federazione BiH.
L'appuntamento con la massima serie è rinviato di un anno: nel 2001 si piazza secondo in Prva liga e conquista la promozione. Nel primo anno in Premijer liga si salva, ma nel secondo giunge ultimo e retrocede in Prva liga. Categoria in cui milita a tutt'oggi, eccetto qualche sporadica apparizione nella Druga liga FBiH, la terza divisione.
Il 5 agosto 2014 firma un accordo di cooperazione con il Sarajevo per far maturare i giovani talenti a Visoko e lasciare alla squadra della capitale la prelazione sui migliori calciatori giallo-viola. Questo rende il Bosna la seconda squadra del FK Sarajevo.

### Cronistoria
| Stagione                           | Campionato                                     | Campionato                                     | Campionato                                     | Campionato                                     | Coppa                                          |
| Stagione                           | Categoria                                      | Liv.                                           | Posizione                                      | Verdetti                                       | Coppa                                          |
| ---------------------------------- | ---------------------------------------------- | ---------------------------------------------- | ---------------------------------------------- | ---------------------------------------------- | ---------------------------------------------- |
| CAMPIONATI JUGOSLAVI               | CAMPIONATI JUGOSLAVI                           | CAMPIONATI JUGOSLAVI                           | CAMPIONATI JUGOSLAVI                           | CAMPIONATI JUGOSLAVI                           | Coppa di Jugoslavia                            |
| 1954–55                            | Republička liga BiH                            | III                                            | 2º su 10                                       |                                                | n.q.                                           |
| 1955–56                            | Druga liga - II Zona A                         | II                                             | 9º su 12                                       |                                                | n.q.                                           |
| 1956–57                            | Druga liga - II Zona A                         | II                                             | 11º su 12                                      | Retrocede                                      | n.q.                                           |
| 1957–58                            |                                                |                                                |                                                |                                                | n.q.                                           |
| 1958–59                            |                                                |                                                |                                                |                                                | n.q.                                           |
| 1959–60                            |                                                |                                                |                                                |                                                | Sedicesimi                                     |
| 1960–61                            |                                                |                                                |                                                |                                                | n.q.                                           |
| 1961–62                            | Međuzonska liga BiH                            | III                                            | 3º su 14                                       |                                                | n.q.                                           |
| 1962–63                            |                                                |                                                |                                                |                                                | n.q.                                           |
| 1963–64                            | Druga liga - Ovest                             | II                                             | 15º su 16                                      | Retrocede                                      | n.q.                                           |
| 1964–65                            |                                                |                                                |                                                |                                                | n.q.                                           |
| 1965–66                            | Druga liga - Ovest                             | II                                             | 11º su 18                                      |                                                | n.q.                                           |
| 1966–67                            | Druga liga - Ovest                             | II                                             | 17º su 18                                      | Retrocede                                      | n.q.                                           |
| 1967–68                            |                                                |                                                |                                                |                                                | n.q.                                           |
| 1968–69                            |                                                |                                                |                                                |                                                | n.q.                                           |
| 1969–70                            | Druga liga - Sud                               | II                                             | 11º su 16                                      |                                                | n.q.                                           |
| 1970–71                            | Druga liga - Sud                               | II                                             | 3º su 16                                       |                                                | n.q.                                           |
| 1971–72                            | Druga liga - Sud                               | II                                             | 14º su 18                                      |                                                | n.q.                                           |
| 1972–73                            | Druga liga - Sud                               | II                                             | 14º su 18                                      | Retrocede per la riforma dei campionati        | n.q.                                           |
| 1973–74                            | Republička liga BiH                            | III                                            | 13º su 20                                      |                                                | n.q.                                           |
| 1974–75                            | Republička liga BiH                            | III                                            | 8º su 18                                       |                                                | n.q.                                           |
| 1975–76                            | Republička liga BiH                            | III                                            | 6º su 18                                       |                                                | n.q.                                           |
| 1976–77                            | Republička liga BiH                            | III                                            | 2º su 18                                       |                                                | n.q.                                           |
| 1977–78                            | Republička liga BiH                            | III                                            | 1º su 18                                       | Promosso in Druga liga                         | n.q.                                           |
| 1978–79                            | Druga liga - Ovest                             | II                                             | 6º su 16                                       |                                                | n.q.                                           |
| 1979–80                            | Druga liga - Ovest                             | II                                             | 11º su 16                                      |                                                | n.q.                                           |
| 1980–81                            | Druga liga - Ovest                             | II                                             | 16º su 16                                      | Retrocede                                      | n.q.                                           |
| 1981–82                            | Republička liga BiH                            | III                                            | ???                                            |                                                | n.q.                                           |
| 1982–83                            | Republička liga BiH                            | III                                            | 4º su 16                                       |                                                | n.q.                                           |
| 1983–84                            | Republička liga BiH                            | III                                            | 9º su 16                                       |                                                | n.q.                                           |
| 1984–85                            | Republička liga BiH                            | III                                            | 9º su 16                                       |                                                | n.q.                                           |
| 1985–86                            |                                                |                                                |                                                |                                                | n.q.                                           |
| 1986–87                            |                                                |                                                |                                                |                                                | n.q.                                           |
| 1987–88                            | Republička liga BiH                            | III                                            | 10º su 18                                      | Ammesso alla neoformata 3. Savezna liga        | n.q.                                           |
| 1988–89                            | Treća liga - Sud                               | III                                            | 10º su 18                                      |                                                | n.q.                                           |
| 1989–90                            | Treća liga - Sud                               | III                                            | 12º su 18                                      |                                                | n.q.                                           |
| 1990–91                            | Treća liga - Sud                               | III                                            | 11º su 18                                      |                                                | n.q.                                           |
| 1991–92                            | Treća liga - Ovest                             | III                                            | 15º su 18                                      | Abbandona il sistema calcistico jugoslavo      | n.q.                                           |
| CAMPIONATI DEI BOSGNACCHI          | CAMPIONATI DEI BOSGNACCHI                      | CAMPIONATI DEI BOSGNACCHI                      | CAMPIONATI DEI BOSGNACCHI                      | CAMPIONATI DEI BOSGNACCHI                      | Kup NS BiH                                     |
| 1992–1994                          | Non in attività a causa della guerra in Bosnia | Non in attività a causa della guerra in Bosnia | Non in attività a causa della guerra in Bosnia | Non in attività a causa della guerra in Bosnia | Non in attività a causa della guerra in Bosnia |
| 1994–95                            | Prva liga NS BiH                               | I                                              | 2º su 6                                        | 3º classificato nel girone finale              | ???                                            |
| 1995–96                            | Druga liga NS BiH - Nord                       | II                                             | 1º su 16                                       | Promosso in 1.liga                             | ???                                            |
| 1996–97                            | Prva liga NS BiH                               | I                                              | 3º su 16                                       |                                                | ???                                            |
| 1997–98                            | Prva liga NS BiH                               | I                                              | 1º su 16                                       | Eliminato nei play-off                         | Quarti                                         |
| 1998–99                            | Prva liga NS BiH                               | I                                              | 2º su 16                                       |                                                | Vincitore                                      |
| 1999–00                            | Prva liga NS BiH                               | I                                              | 12º su 16                                      | Passa in Prva liga FBiH                        | Finalista                                      |
| CAMPIONATI DELLA BOSNIA ERZEGOVINA | CAMPIONATI DELLA BOSNIA ERZEGOVINA             | CAMPIONATI DELLA BOSNIA ERZEGOVINA             | CAMPIONATI DELLA BOSNIA ERZEGOVINA             | CAMPIONATI DELLA BOSNIA ERZEGOVINA             | Coppa di Bosnia                                |
| 2000–01                            | Prva liga FBiH                                 | II                                             | 2º su 18                                       | Promosso in Premijer liga                      | Sedicesimi                                     |
| 2001–02                            | Premijer liga BiH                              | I                                              | 12º su 16                                      |                                                | Quarti                                         |
| 2002–03                            | Premijer liga BiH                              | I                                              | 20º su 20                                      | Retrocede in 1.liga                            | Sedicesimi                                     |
| 2003–04                            | Prva liga FBiH                                 | II                                             | 11º su 16                                      |                                                | n.q.                                           |
| 2004–05                            | Prva liga FBiH                                 | II                                             | 13º su 16                                      |                                                | n.q.                                           |
| 2005–06                            | Prva liga FBiH                                 | II                                             | 9º su 16                                       |                                                | n.q.                                           |
| 2006–07                            | Prva liga FBiH                                 | II                                             | 10º su 16                                      |                                                | Sedicesimi                                     |
| 2007–08                            | Prva liga FBiH                                 | II                                             | 10º su 16                                      |                                                | n.q.                                           |
| 2008–09                            | Prva liga FBiH                                 | II                                             | 3º su 16                                       |                                                | n.q.                                           |
| 2009–10                            | Prva liga FBiH                                 | II                                             | 6º su 16                                       |                                                | n.q.                                           |
| 2010–11                            | Prva liga FBiH                                 | II                                             | 13º su 16                                      | Retrocede in 2.liga                            | n.q.                                           |
| 2011–12                            | Druga liga FBiH - Centro                       | III                                            | 1º su 16                                       | Promosso in 1.liga                             | n.q.                                           |
| 2012–13                            | Prva liga FBiH                                 | II                                             | 13º su 16                                      | Retrocede in 2.liga                            | n.q.                                           |
| 2013–14                            | Druga liga FBiH - Centro                       | III                                            | 3º su 16                                       |                                                | n.q.                                           |
| 2014–15                            | Druga liga FBiH - Centro                       | III                                            | 1º su 15                                       | Promosso in 1.liga                             | n.q.                                           |
| 2015–16                            | Prva liga FBiH                                 | II                                             | 4º su 16                                       |                                                | n.q.                                           |
| 2016–17                            | Prva liga FBiH                                 | II                                             | 2º su 16                                       |                                                | n.q.                                           |
| 2017–18                            | Prva liga FBiH                                 | II                                             | 10º su 16                                      |                                                | Sedicesimi                                     |
| 2018–19                            | Prva liga FBiH                                 | II                                             |                                                |                                                | Sedicesimi                                     |

## Stadio
Disputa le partite casalinghe allo Stadion Luke ed ha una capienza di 5200 posti. In precedenza si chiamava Stadion 7. april.

## Palmarès

### Competizioni nazionali
- Republička liga Bosne i Hercegovine: 1

1977-1978
- Campionato bosniaco: 1

1997-1998
- Coppa di Bosnia: 1

1998-1999
- Supercoppa della Bosnia ed Erzegovina: 1

1999
- Prva liga Federacije Bosne i Hercegovine: 1

1995-1996
- Druga Liga Federacije Bosne i Hercegovine: 2

2011-2012, 2014-2015

## Tifosi
Prima della guerra in Bosnia i tifosi più accesi si chiamavano Bloody Demons, successivamente l'hanno cambiato in Demoni, nome rimasto fino ad oggi. Erano molto attivi negli anni dei trionfi (1997-2000), ma con la discesa in terza serie il loro numero è decisamente calato.